# Lijst van rijksmonumenten in Oldehove
De plaats Oldehove telt 12 inschrijvingen in het rijksmonumentenregister. Hieronder een overzicht.
| Object                                                                     | Oorspronkelijke functie? | Bouwjaar                                                           | Architect                                    | Locatie                   | Coördinaten?                  | Nr.?   | Afbeelding                                                                 |
| -------------------------------------------------------------------------- | ------------------------ | ------------------------------------------------------------------ | -------------------------------------------- | ------------------------- | ----------------------------- | ------ | -------------------------------------------------------------------------- |
| Woning onder dwars zadeldak met wolfseinden                                | Woonhuis                 | 19e eeuw                                                           |                                              | Hofmastraat 15            | 53° 18' 10" NB, 6° 23' 33" OL | 31394  | Meer afbeeldingen                                                          |
| Hervormde kerk en toren (Ludgeruskerk)                                     | Kerk en kerkonderdeel    | verm. 13e eeuw (kerk) verm. 15e eeuw (toren) 1664 (ingangsportaal) |                                              | Kerkpad 2                 | 53° 18' 15" NB, 6° 23' 37" OL | 31395  | Meer afbeeldingen                                                          |
| De Leeuw                                                                   | Korenmolen               | 1855 1974-'76 (rest.) 2010 (rest.)                                 | B. Ipema Bremer (1974-'76)                   | Molenstraat 8             | 53° 18' 16" NB, 6° 23' 44" OL | 31396  | Meer afbeeldingen                                                          |
| Aeolus                                                                     | Pelmolen                 | 1846 1960 (rest.) 1974 (herst.) 1984-'85 (rest.)                   | Doornbosch en Schuitema (1960) Bremer (1974) | Schipvaart 10             | 53° 18' 12" NB, 6° 23' 51" OL | 31397  | Meer afbeeldingen                                                          |
| Teenstraheerd (oorspr.: "oostersche plaats")                               | Boerderij                | 1796 1926 (herb. schuur)                                           | W. Reitsema (1926)                           | Teenstraweg 7 (Ruigezand) | 53° 18' 32" NB, 6° 20' 8" OL  | 31398  | Meer afbeeldingen                                                          |
| Ruigezand (oorspr.: "westersche plaats")                                   | Boerderij                | 1798 (schuur) 1803 (voorhuis)                                      |                                              | Teenstraweg 9 (Ruigezand) | 53° 18' 34" NB, 6° 19' 47" OL | 31399  | Meer afbeeldingen                                                          |
| Hervormde pastorie met aangebouwde consistorie                             | Dienstwoning             | 1912 1975 (verb.)                                                  | K. Siekman Azn.                              | T.P. Oosterhoffstraat 3   | 53° 18' 15" NB, 6° 23' 40" OL | 516310 | Hervormde pastorie met aangebouwde consistorie                             |
| Gereformeerde kerk met aangebouwde vergaderruimte                          | Kerk en kerkonderdeel    | 1929 1968 (uitbr.) 1973 (verb. verg.ruimte) 1987 (uitbr.)          | C.H. van Wijk en D. Broos                    | Wilhelminastraat 20       | 53° 18' 6" NB, 6° 23' 37" OL  | 516313 | Gereformeerde kerk met aangebouwde vergaderruimte                          |
| Garagebedrijf met aangebouwd magazijn                                      | Nijverheid               | 1933 1936 (verb.)                                                  |                                              | Schoolstraat 21           | 53° 18' 17" NB, 6° 23' 35" OL | 516318 | Meer afbeeldingen                                                          |
| De Waterwolf                                                               | Gemaal                   | 1918-'20 1946 (portiekgebouw, verb. ketelhuis)                     | W. Reitsema en H. Nienhuis (1946)            | Teenstraweg 2 (Electra)   | 53° 18' 48" NB, 6° 21' 19" OL | 516319 | Meer afbeeldingen                                                          |
| Terrein met een wierde (Kenwerd)                                           | Archeologisch monument   | Romeinse tijd (50 n. Chr.)                                         |                                              | Kenwerderlaan             | 53° 18' 11" NB, 6° 22' 55" OL | 522144 | Terrein met een wierde (Kenwerd)                                           |
| Terrein met een wierde (Aalsum)                                            | Archeologisch monument   | late IJzertijd (100 v. Chr.)                                       |                                              | Aalsumerweg               | 53° 18' 26" NB, 6° 22' 12" OL | 522156 | Terrein met een wierde (Aalsum)                                            |
| Dwarshuisboerderij met aangebouwde bijschuur, genaamd "Nieuw Retkemastede" | Boerderij                | 1874                                                               |                                              | Electraweg 2              | 53° 18' 44" NB, 6° 21' 60" OL | 516305 | Dwarshuisboerderij met aangebouwde bijschuur, genaamd "Nieuw Retkemastede" |